# À la poursuite des Slans
À la poursuite des Slans (titre original : Slan) est un roman de science-fiction, écrit par A. E. van Vogt. Initialement paru, en feuilleton, de septembre à décembre 1940, dans les colonnes du mensuel Astounding Stories, il a été publié sous forme de roman imprimé en 1946.

## Résumé
Les Slans sont des humains évolués, nommés d'après leur créateur présumé, Samuel Lann. Ils ont des capacités psychiques pour lire dans les pensées et possèdent une intelligence supérieure. Ils possèdent une endurance presque illimitée, et une force et une vitesse supérieures, due à leur deux cœurs. Lorsque les Slans sont malades ou gravement blessés, ils se retirent dans une transe de guérison.
Il existe deux types de Slans. Un type a des sortes d'antenne sur la tête et peut lire dans les pensées humaines et communiquer par télépathie avec d'autres Slans. Les antennes sont de couleur dorée, ce qui les rend faciles à repérer. Ces Slans sont chassés jusqu'à l'extinction. L'autre type est sans antennes, tout aussi intelligent que les autres mais sans capacités psychiques, sauf la capacité de cacher ses pensées au premier type de Slan. Le dictateur humain Kier Gray mène une campagne pour exterminer les Slans.
Au début du roman, Jommy Cross, neuf ans (un Slan télépathe du premier type), voyage avec sa mère vers la capitale, Centropolis. Ils sont découverts et la mère de Jommy est tuée, tandis que Jommy s'enfuit. Jommy Cross n'est pas seulement l'héritier des brillantes inventions de son père, mais il représente le dernier espoir de la race Slan pour la sauver du génocide. Pour accomplir sa mission, il cherche à détruire Kier Gray et, lors de leur confrontation finale, découvre un secret étonnant.

## Prix
À la poursuite des Slans a reçu en 2016 le prix Hugo du meilleur roman 1941. Il s'agit d'un « Retro Hugo » attribué 75 ans après une année où la Convention mondiale de science-fiction n'avait pas décerné de prix.

## Autour de l'ouvrage
Van Vogt a indiqué qu'il s'est inspiré de la biographie romancée d'un ours pour rédiger son roman.
Ce roman est considéré comme un grand classique de la science-fiction dans les ouvrages de référence suivants :
- Annick Beguin, Les 100 principaux titres de la science-fiction, Cosmos 2000, 1981 ;
- La Bibliothèque idéale de la SF, Albin Michel, 1988 ;
- Enquête du fanzine Carnage mondain auprès de ses lecteurs, 1989 ;
- Lorris Murail, Les Maîtres de la science-fiction, Bordas, coll. « Compacts », 1993 ;
- Stan Barets, Le science-fictionnaire, Denoël, coll. « Présence du futur », 1994.

## Éditions françaises
À la poursuite des Slans d'A. E. van Vogt, traduit de l'américain par Jean Rosenthal, a connu différentes éditions françaises :
- Hachette et Gallimard, coll. « Le Rayon fantastique », 1954
- OPTA, coll. « Club du livre d'anticipation », no 14, 1968
- J'ai lu, coll. « Science-fiction », no 381, 1971 (rééditions en 1973, 1975, 1977, 1979, 1980  (ISBN 2-277-12381-1), 1983, 1985, 1987, 1989, 2000  (ISBN 2-290-30963-X), 2002)
- Gallimard, coll. « 1000 Soleils », 1973, sur-couverture illustrée par Enki Bilal
- Famot, 1978
- L'œuvre existe sous forme d'enregistrement sonore : Slan, Ziggurat Productions, 1993, durée 2 h 10  (ISBN 1-884-21400-2)